# Adolph Klauber
Adolph Klauber (Louisville, 29 aprile 1879 – Louisville, 7 dicembre 1933) è stato un produttore teatrale, regista, critico teatrale e attore statunitense.

## Biografia
Nato nel Kentucky, a Louisville, da Edward e Caroline Brahms Klauber, frequentò l'Università della Virginia. Diventato critico teatrale, lavorò dal 1906 al 1918 al New York Times. In quel periodo, sposò l'attrice e commediografa Jane Cowl. Cominciò a collaborare con Archibald Selwyn e Edgar Selwyn, due tra i fondatori della Goldwyn Pictures, la compagnia che, in seguito, sarebbe diventata parte integrante della MGM, lavorando per qualche tempo con il direttore del cast.

## Spettacoli teatrali
- Pudd'n-head Wilson
- Nighty-Night
- Scrambled Wives - produttore e regista (Broadway, 5 agosto 1920)
- Like a King
- The Charlatan
- Romeo and Juliet
- Pelleas and Melisande
- Antony and Cleopatra
- The Depths
- Diversion

## Filmografia
- Scrambled Wives, regia di Edward H. Griffith - produttore (1921)